# Cordylus momboloensis
Cordylus momboloensis — вид ящірок родини поясохвостів (Cordylidae). Описаний у 2023 році.

## Поширення
Ендемік Анголи. Поширений на заході Ангольського нагір'я в провінції Південна Кванза. Відомі зразки зібрані на висоті 1975—2095 м над рівнем моря.

## Історія відкриття
Зразки ящірки зібрані у 1925 році, зберігалися у Національному музеї природничих наук у Мадриді та вважали представником Cordylus angolensis (Bocage, 1895). Оскільки голотип С. angolensis був знищений під час пожежі 1978 року в Музеї Бокажа у Лісабоні, і жодних додаткових зразків не було знайдено, його таксономічний статус і філогенетичні зв'язки залишилися невизначеними. Виникла потреба у переописані виду. У 2016—2019 роках було зібрано декілька серій зразків поясохвостів у горах Анголи в околицях типового місцеположення. Філогенетичний аналіз із використанням трьох мітохондріальних і шести ядерних генів вказав на існування двох різних ліній видового рівня в Ангольському нагір'ї. Ці два види є алопатричними та морфологічно відмінними, особливо розрізняючись за колірними візерунками, кольором очей та певними характеристиками луски. Було підтверджено валідність виду C. angolensis і описано новий вид Cordylus momboloensis.